# Easy (DaniLeigh)
Easy è un singolo della cantante dominicana DaniLeigh, remixato in collaborazione con il cantante Chris Brown, e pubblicato il 31 maggio del 2019 dalla Def Jam come singolo.

## Descrizione
Easy è una slow-jam R&B prodotta da Fallon King e Christopher Allen Clark, dove i cantanti eseguono una serenata reciproca dedicata ai momenti intimi di due persone innamorate.

## Classifiche
| Classifica (2019)         | Posizione massima |
| ------------------------- | ----------------- |
| Stati Uniti               | 46                |
| Stati Uniti (R&B/hip-hop) | 22                |